# نارين شامو
نارين شمو (ولدت عام 1986 في بعشيقة بالعراق)وهي صحفيية استقصائية إيزيدية وناشطة حقوقية في مجال الأقليات .

## تاريخها
في الثالث من أغسطس عام 2014 ، أوقفت عملها في التلفاز عندما علمت أن تنظيم داعش يقوم بعمليات خطف ممنهجة ضد النساء والفتيات. كرست شمو حياتها لتحرير النساء والفتيات الإيزيديات منذ الإبادة الجماعية للإيزيدين.